# Nothing Phone 1
A Nothing Phone 1, vagy csak egyszerűen Phone (1), a Nothing Technology Ltd. által gyártott androidos okostelefon. A készüléket 2022. március 23-án jelentették be, és nem sokkal később, 2022. július 21-én kezdték el forgalmazni.

## Története
A Nothing céget 2020-ban alapították, és a Phone (1) volt az első termékük, amelyet eredetileg Spacewar kódnéven akartak terjeszteni. A készüléket 2021. január 27-én jelentette be a OnePlus korábbi társalapítója, Carl Pei. Tette ezt nem sokkal azután, hogy kivált a cégből. Az új vállalatának célja az volt, hogy "megszüntesse az emberek és a technológia közötti akadályokat, és megteremtse a zökkenőmentes digitális jövőt". Bár akkor még nem jelentettek be terméket, a vállalat kijelentette, hogy az év későbbi részében piacra dobják majd a megoldást.
Miután a cég kiadta az ear (1)-et, bejelentették, hogy partnerségbe lépnek a Qualcommal, ami lehetővé teszi számukra, hogy a Snapdragon chipjeiket használják majd a jövőbeni készülékeikben.
A Nothing első okostelefonjával kapcsolatos spekulációk 2022 márciusában, a barcelonai Mobile World Congress alatt kezdtek el felerősödni, amikor a vállalat bemutatta prototípusát a vezetőknek, köztük a Qualcommnak.
Miután a Nothing 70 millió dollárig terjedő B sorozatú finanszírozást kapott, március 23-án bejelentették első okostelefonjukat.
2022. június 20-án a Nothing felfedte a Nothing Phone (1) dizájnját a svájci Bázelben megrendezett The Art Basel Show-n. A Nothing azt is megerősítette, hogy július 12-én egy másik eseményre is sor kerül, amelyen további információkat jelentenek be a Phone (1) készülékkel kapcsolatban, beleértve az árakat és a specifikációkat is.
2022. július 12-én egy online esemény során jelent meg a telefon.

## Megjelenés
A Nothing az Egyesült Királyságban az O2-vel, Németországban a Deutsche Telekommal, Indiában pedig a Flipkarttal jelentette be partnerséget a telefonjuk piacra kerülésével kapcsolatban. A partnerség részeként az O2 és a Deutsche Telekom is kizárólagosságot kapott. Amikor a telefon észak-amerikai piacra történő kiadásáról kérdezték, a vállalat megerősítette, hogy a telefon nem jelenik meg Észak-Amerikában. Bár a vállalat megerősítette, hogy a Nothing tervezi az észak-amerikai piacra szánt okostelefon kiadását, a Phone (1)-et ehelyett egy zárt béta program keretében magánbefektetők számára fogják forgalmazni.
Az előrendelések az Egyesült Királyságban és Németországban 2022. június 24-én kezdődtek, kizárólag meghívás útján, a privát közösség tagjai voltak az elsők, a telefont előrendelni kívánó vásárlóknak 20 fontot / 20 eurót kellett fizetniük, hogy júliusig megvásárolhassák a telefont. 2023 januárjában a Nothing bejelentette, hogy az Egyesült Államokban "béta programként" elindul az Android 13-as verziójának a készülékre történő kiadásának tesztelésére; a "béta tagok" 299 dollárt fizetnek, és egy amerikai hálózatokon korlátozott csatlakozási lehetőséggel rendelkező telefont kapnak.

## Szoftver
A Phone (1) a Nothing operációs rendszerrel működik. A Nothing OS-ről a tesztelés során azt tapasztalták, hogy majdnem megegyezik az eredeti Android rendszerrel. Mindössze néhány finomítást végeztek rajta, hogy a telefon "gyors, zökkenőmentes és személyes élményt nyújtson". A telefon legalább három évig kap szoftverfrissítéseket és négy évig biztonsági frissítéseket.
A Nothing OS egy Android skin, amelyet a Nothing Technology Limited fejlesztett ki a Nothing Phone (1) számára.
A Nothing Phone (1)-et továbbá az Android 14-es operációs rendszerrel is hírbe hozták, és a készülék az elsők között lehet, amely korai hozzáférést kap majd a rendszerhez.

## Fordítás
- Ez a szócikk részben vagy egészben  a   Nothing Phone 1 című angol Wikipédia-szócikk ezen változatának fordításán alapul.  Az eredeti cikk szerkesztőit annak laptörténete sorolja fel. Ez a jelzés csupán a megfogalmazás eredetét és a szerzői jogokat jelzi, nem szolgál a cikkben szereplő információk forrásmegjelöléseként.